# Den andra sidan
Den andra sidan är en svensk dramafilm från 2003 i regi av Korosh Mirhosseini.

## Handling
Filmen utspelar sig i en mindre svensk stad och skildrar den goda kontakten mellan asylsökande och samhället i övrigt. Särskilt god är kontakten mellan de barn som går i skolan tillsammans och polismannen Henriks dotter har fått en vän på flyktingförläggningen. När Henrik kallas till förläggningen för att utföra en order får han problem.

## Rollista
- Carl Netterberg – Henrik, polis
- Frida Bergesen – Linnea, Henriks dotter
- Annika Johansson – Sara, Henriks fru
- Abed Abdul Hussein – Mustafa, asylsökande från Irak
- Rim Shawki – Nahla, Mustafas dotter
- Rita Jalar Lewis – Mariam, Mustafas fru
- Ingar Sigvardsdotter – Jessica, polis
- Alexander Karim – Anders, polisaspirant
- Niclas Ekström – man med hund
- Shamal Zahir – flykting
- Anna Larsson – ambulansförare
- Peter Larsson	– ambulansförare

## Om filmen
Filmen spelades in under 2002 i Ljungskile med Tomas Amlöv och Peter Blanck som producenter. Manuset skrevs av Niclas Ekström, Maciej Kalymon och Mirhosseini och fotograf var Ola Magnestam. Filmen premiärvisades den 31 januari 2003 på Göteborgs filmfestival och visades samma månad av Sveriges Television.
Den andra sidan tilldelades Stora novellfilmspriset 2003.